# 杨家坪圣母神慰院

熙笃会徽章

杨家坪圣母神慰院（英語：Our Lady of Consolation Abbey，即圣母神慰隐修院）是天主教严规熙笃会在中国河北张家口涿鹿南山谢家堡乡吕家湾村杨家坪林场建立的一座隐修院，也是该会在亚洲建立的第一座修道院（1883年），废于1947年被毁。今为小五台山国家级自然保护区办公楼。
熙笃会严守圣本笃会规，主张生活严肃，重视个人清贫，终身吃素，每日凌晨即起身祈祷。该会的特别之处，是修士们除了公共祈祷，平时甚至禁止交谈，故俗称哑吧会。

## 开创
1870年，一位在中国宁波任天主教浙江代牧区主教的法国遣使会士田嘉璧（1820年－1884年），即将调任北京教区主教，当时他回到欧洲，计划为他的教区争取建立一所隐修院。在他离开欧洲之前，偶然地遇到一位正准备进入布鲁塞尔附近的加尔默罗会修院当修女的富有的女公爵索非亚，得到她捐出的6万法郎，作为修道院的筹建基金。但是该计划在执行过程中却出现了问题：加尔莫罗会前往中国带队的修女突然重病不愈，于是计划只能取消。后来,田嘉璧派樊国梁和法国七泉隐修院签订协议,将这笔捐款转交给了同属于苦修会性质的熙笃会。
1883年，熙笃会法国七泉修院的索诺修士（Seignal）来到中国，在河北涿鹿县南部太行山深处的杨家坪得到一大片由一位杨姓中国天主教徒捐赠给教会的山地，6月16日，他和另一名修士经过3天的艰难跋涉，终于进入这块人迹罕至、虎狼出没的乱石滩，建立起亚洲第一座熙笃会隐修院，也是全世界第34座熙笃会隐修院。到1886年，这里已经有5名修士，于是正式建立了杨家坪圣母神慰院。
他们在一片乱石滩上艰难创业，平整土地，种植蔬菜和果树，达到自给自足。并建起了一个卷棚顶中国北方民居式样的大四合院。他们严格实行熙笃会的会规，静默，虔诚，辛勤劳作，远离尘世，过着简朴自然并且与世隔绝的封闭生活。

## 繁荣
10年后，杨家坪圣母神慰院已经初具规模，拥有72名成员，绝大多数是新加入的中国修士。索诺修士已经在1887年退休，但仍然留在杨家坪，1893年在此去世。
1900年夏天，同华北地区其他教会团体一样，杨家坪圣母神慰院也遭到大批义和团的围攻，附近宣化等地的天主教徒也有不少人跋山涉水奔向杨家坪避难。修士们坚持抵抗了两周时间后，义和团自动退去。范维院长也在被围期间去世。
进入20世纪以后，修士们在原有四合院的北面又接上了一个内院，在院内建起了一个法国式的教堂。建造教堂所用的花岗石，是修士们用原始的滚木铺垫的运输方式，亲手运来，并精心雕成一根根直径一米的石柱。
到1926年，杨家坪神慰院已经有120名修士，基本上都是中国人，成为当时世界上最大的一个熙笃会修道院。他们亲手生产的鲜奶、蔬果供应不断。
1928年，杨家坪神慰院决定在中国建立第二个熙笃会的修道院，他们派出李岚卜，汪类斯（法籍），前往河北正定的河滩成立了分院圣母神乐院，后来这里也发展到60多人。

## 毁灭
- 1937年-1945年

1937年，抗日战争爆发，涿鹿县杨家坪附近成为中日两国交战的拉锯地区，实行军事管制，修士们宁静的隐修生活从此被打破。1941年太平洋战争爆发后，日军闯进修院，带走了这里仅有的几名欧洲修士，将他们关入山东潍坊的乐道院集中营。后来通过德国天主教会的营救，他们才得以返回修院。
- 1945年-1947年

第二次世界大战结束后，杨家坪神慰修道院继续开展其宗教事业。据作家林达介绍，1947年，院内居住着近80名修士。其中有6名外籍修士：4名来自法国，1名来自荷兰，1名来自加拿大。
- 1947年4月，全体隐修士被押离神慰院

据夸特洛奇神父称，1947年4月某夜晚，该院全体80名隐修士被共军集中于院会议厅后押解离开修院，翻山越岭。至11月，已有33名隐修士因不堪寒冷、虱虫和传染病的折磨而去世。
- 1947年4月12日，中国人民解放军占领正定，暨正定圣母神乐院所在地。圣母神乐院仍驻留原地。
- 1947年7月，教产被没收，杨家坪圣母神慰院解散

1947年7月，在土地改革运动中，杨家坪圣母神慰院的教产被没收，该团体解散。
- 1947年8月24日，正定圣母神乐院转移

与杨家坪圣母神慰院有密切联系的正定神乐院也经历波折。1947年4月12日，中国人民解放军占领正定，暨神乐院所在地。神乐院仍驻留原地。7月10日国军重新占领正定。8月24日，中国人民解放军再次占领正定，神乐院决定转移，辗转经过北平、天津、上海、重庆，于10月25日到达成都，建立成都圣母神乐院。1950年，该院部分人员转移至香港，在大屿山重建圣母神乐院。1986年又在台湾南投县水里乡创立了万福圣母院。 
- 1947年8月29日-8月31日，杨家坪圣母神慰院原址被焚毁

随着国共内战在华北地区激烈地展开，该院遗存也受到毁灭性破坏。1947年8月29日至8月31日，杨家坪圣母神慰院被参加内战的军队洗劫一空之后，彻底烧毁。1947年9月5日的新华社报道指该事件由国军傅作义部所为。

## 遗迹

### 建筑遗存
杨家坪熙笃会圣母神慰院的废墟尚存，属于小五台山自然保护区。修院的基本格局仍然非常清楚，时常有天主教徒前往凭吊。新修的公路从原来修道院中穿过。教堂的屋顶被焚毁，花岗岩石柱犹存，柱子下面却成了空猪圈。银杏树，菜园，苦修房、地窖，都还完好无损。修士们居住的青砖小平房还在，墙上残留着大字语录：“凡是反动的东西，你不打，他就不倒”。
据2007年7月消息称，该院教堂遗址被改造成了餐厅，修士住宅遗址上已盖起政府大楼。据称2008年3月该院遗址正在进行修缮。

### 遗留人员
原属该院之成员在1949年后仍有继续留在中国大陆从事宗教活动者。如钟志廉神父（1921年－2004年）12岁入该院伯尔纳多学校，后入会为献堂生，1937年入初学，在三年暂愿期间于修院读神、哲学课程，于1947年2月2日矢发终身大愿，于1949年在北京慈幼会堂领受铎品，1954年因反革命罪被捕，1957年被判处有期徒刑10年，1980年被无罪平反，1986年回到教区任神父，2004年去世，在张家口市下花园区的张家堡教堂举行了殡丧礼。有消息指，与该院颇有渊源之留在中国大陆的最后一位老熙笃会修士赵神父已于2007年4月去世，去世前在河北省蔚县某教堂任职。

## 相关资料与研究

### 新华社报道
【新华社晋察冀五日电】傅作义集结其在察南之三十五军新三十一师，暂三军暂十七师一部及不明番号部队共约两师之众于八月二十五日自涿鹿及其以南之矾山堡、桃花堡三路出动，会犯冀察界上长城外之杨家坪（属涿鹿）。二十九日傅匪窜至距杨家坪八里之孔涧。当晚该匪竟派出便衣队，突入杨家坪纵火焚烧该地具有四十余年历史的天主教“神慰院”，幸经解放军奋勇扑救，仅焚毁该院房屋五间，三十一日晨，傅匪即在猛烈炮火掩护下窜入杨家坪，将该院财物抢掠一空，然后将该院全部烧毁，大火延烧竟日，数十里外均可望见火光。按杨家坪位于北平以西三百三十华里处，该地“神慰院”亦称“苦修院”，为中国仅有的两个神慰院之一，为八国联军时外国教士所建者。规模宏大，现有中外籍神父、修士三百余人。傅匪此次于攻占该地前企图焚毁该院，显为阴谋混淆视听，以便中伤解放区军民。(《人民日报》1947年9月7日)

### 視聽中心视频
（畫外音）
困苦和迫害時起時落，但永不讓中國基督徒有平安。首先，他們要為自己與世界各地的連繫作出道歉。然後，又在長征時代，在毛澤東與蔣介石之間受盡壓迫。稍後還要受到共產黨或日軍的蹂躪。夸特洛奇神父為我們重述了當年楊家坪熙篤會隱修院全體會士受迫害的經過。
（夸特洛奇神父）
這件事情發生在一九四七年。半世紀前的義和團起義，已令天主教徒遭到大規模屠殺。如今教會稍再建立起來，重新獲得宗教活力。中日戰爭就在此時爆發。熙篤會修院正處於日軍與共軍的戰線上，一個左右兩難的局面。事實上，基於人道理由，隱修士不能拒絕協助有需要者，不論他們屬於戰場上哪一方。包括有危險、逃難或傷者。共軍遂以此為藉口，惡意指控全體楊家坪隱修士。四月的一個晚上，共軍把修院裡正熟睡的修士，包括年老衰弱的，強行拖離床，他們被帶往會議廳集合，然後開始死亡的行程。有些神父身上沒穿外衣，只穿著夏日的睡衣，便要橫越寒冷山區，受盡蟲虱和傳染病的折磨。有時，他們每兩個被綑在一起。起程時，全體隱修士共八十名，直到十一月，三十三位已在途中死掉。
（研究者）
數年前，我們開始收集在獄中去世或被殺者的名字。我們都收集在一本名叫『中國殉道英雄』的書內。當中超過一千六百八十一位爲人認識的神父及主教。不幸地，我們難以追查那些鮮為人知的平信徒。

## 文学作品

### 林达《寻访杨家坪》
他们熬到了第二次世界大战的终结，但是，内战的硝烟又起。修士们没有想到，他们熬过十分残酷的十年，却等来了一个更为残酷的终结。1947年，杨家坪神慰修道院依然聚集着近80名修士。其中有6名外国修士，四名来自法国，一名来自荷兰，一名来自加拿大。他们成为这个中国Trappist修道院的最后一批修士。这个修道院的故事成为法国革命消灭修道院的一个东方版本。1947年，杨家坪神慰院被洗劫一空之后，付之一炬。数里之外有一个农民，在目睹他认识的两个修士被杀得几天之后，一个傍晚，看到天空血红一片。一个兴奋的士兵对他说：“杨家坪，我们把它点着呢！”。